# Kuzma Moskatelo
Kuzma Moskatelo (Dol, Hvar, 10. ožujka 1909. − Rijeka, 24. travnja 1993.), bio je hrvatski prevoditelj, lektor, korektor, jezikoslovac, filmski, kazališni i književni kritičar. Pisao je književne prikaze. Uređivao je nekoliko listova.

## Životopis
Rodio se je u Dolu kod Starog Grada. U Dubrovniku je pohađao gimnaziju, a maturirao je u Zagrebu. U Zagrebu se je i dalje zadržao na studiju, gdje je 1942. diplomirao na Filozofskom fakultetu.
Radno je mjesto našao 1929. u Hrvatskom književnom društvu sv. Jeronima za vrijeme dok je urednikovao dr Josip Andrić. Ondje je prvo bio korektorom, a poslije pomoćnik urednik Andriću u izdavaštvu i suurednik tjednika Obitelji. U Obitelji je objavio mnoštvo vlastitih filmskih, kazališnih i književnih kritika i prikaza. U Obitelji je surađivao do 1944. godine.
1939. godine nakon što je Luka Perinić otišao iz Male mladosti, Moskatelo je u tom listu objavljivao svoje članke i bio suurednik Josipu Andriću. Osim tih listova, pisao je za Hrvatskog radišu, Nedjelju i Spremnost. Tijekom rata pisao je i u Hrvatskoj enciklopediji. 
Poslije rata vraća se u HKD sv. Jeronima. 1947. godine zaposlio se u Rijeci u srednjoj građevinskoj školi. Također je radio kao lektor u HNK. Surađivao je s Bakarskim zvonima, današnjem mjesečniku za kršćansku kulturu Riječke nadbiskupije, pisao je u Maruliću, Riječkoj reviji Matice hrvatske i Danici.
Bavio se i jezikoslovljem. U časopisu Jeziku 1954. je godine objavio stručni rad Akcentuacija tuđica na -or u hrvatskom Jeziku.
Prevodio je s više stranih jezika. Najveći mu je opus prijevoda s francuskog jezika. Preveo je Marie Burtts, Paula Fevala i Anrea Chouraquija.